# Boğaziçi Universiteit
Boğaziçi Universiteit of Bosphorus University (Turks: Boğaziçi Üniversitesi) is een universiteit aan de Europese kant van Istanboel. De universiteit bestaat uit vier faculteiten welke 29 bacheloropleidingen, 65 masteropleidingen en 33 PhD-programma's aanbieden.
Opgericht in 1863 onder de naam Robert College, is het de eerste Amerikaanse instelling voor hoger onderwijs buiten de Verenigde Staten. Ondanks dat de universiteit sinds de proclamatie van de republikeinse grondwet in 1923 onder volledig Turks bestuur valt, worden er nog steeds sterke banden onderhouden met het Amerikaanse onderwijssysteem.

## Geschiedenis
In 1863 werd het Robert College in Bebek (Beşiktaş, Istanboel) gesticht door Christopher Robert, een rijke Amerikaan en een filantroop, en Cyrus Hamlin, een missionaris op het gebied van onderwijs. Zes jaar na oprichting van het Robert College werd toestemming gevraagd aan de Ottomaanse sultan om de eerste campus te bouwen in Bebek, vlak naast het Kasteel van Roemelië en de Bektashi tekke. Volgens de Duitse filoloog en hoogleraar Friedrich Schrader werden er uitstekende relaties onderhouden tussen de leider van de Bektashi tekke en met de congregationele en Presbyteriaanse stichters van het Robert College.
Het eerste gebouw van de school heette de Hamlin Hall ter nagedachtenis aan Cyrus Hamlin. Enkele jaren na de oprichting van het Robert College stierf Christopher Robert in 1878. Een groot gedeelte van de nalatenschap werd geschonken aan het Robert College.
Hoewel gesticht in het Ottomaanse Rijk, heeft de universiteit voornamelijk gediend voor christelijke minderheden en buitenlanders die in Istanboel woonden. De universiteit nam in 1923 een strikt seculier onderwijsmodel aan, in overeenstemming met de republikeinse beginselen van Mustafa Kemal Atatürk.
Vanaf 1923 had het Robert College onder andere een middelbare school en universiteit onder de namen Robert Yüksek en American College for Girls. Sinds 1971 zijn deze scholen gefuseerd en vernoemd als Robert Lisesi. Het huidige Robert Lisesi heeft zijn campus in Arnavutköy, Istanboel. De Bebek Campus werd overgedragen aan de Republiek Turkije en hernoemd tot Boğaziçi Universiteit en is zodoende de hernoemde voortzetting van het Robert College.

## Universiteitscampus
De Boğaziçi Universiteit bestaat uit zes campussen in Istanboel. Vier van deze campussen (South Campus, North Campus, Hisar Campus en Uçaksavar Campus) bevinden zich in de wijk Bebek aan de Europese zijde van Istanboel. De Kennedy Lodge, vernoemd naar John F. Kennedy, bevindt zich in de South Campus en fungeert als een gastfaculteit voor gasthoogleraren en personeel.
De Kandilli Campus ligt tegenover de kust in de aan Kandilli grenzende Çengelköy, aan de Aziatische kant van Istanboel, en herbergt het Kandilli Observatory and Earthquake Research Institute (KOERI). De nieuwste campus ligt in Kilyos aan de kust van de Zwarte Zee en heeft onder andere een privéstrand. South Campus is de populairste campus voor studenten en bezoekers.

## Ranglijst
Boğaziçi Universiteit neemt in de Times Higher Education World University Rankings van 2020-2021 de vijfde plek in, in Turkije.
| Ranglijst | Positie        |
| --------- | -------------- |
| THE       | 601-800 (2021) |
| UNSWR     | 197 (2021)     |
| QS        | 651-700 (2021) |